# Aeroportul Ruben Berta
Aeroportul Ruben Berta (IATA: URG, ICAO: SBUG) este un aeroport din Rio Grande do Sul, Brazilia ce deservește zona Uruguaiana. Aeroportul a fost tranzitat în 2022 de 33.051 de pasageri.
Situat la o altitudine de 78 m, aeroportul dispune de 1 pistă. Este operat de Infraero⁠(d).

## Infrastructură

### Piste
Aeroportul dispune de o singură pistă. Pista 9/27 are suprafața de asfalt și dimensiunile 1.500 m × 30 m. 